# Спарта (містечко, Вісконсин)
Спарта (англ. Sparta) — місто (англ. town) в США, в окрузі Монро штату Вісконсин. Населення — 3253 особи (2020).

## Демографія
Згідно з переписом 2010 року, у місті мешкало 3128 осіб у 1128 домогосподарствах у складі 907 родин. Було 1178 помешкань
Расовий склад населення:
| - 97,4 % — білих - 0,6 % — азіатів - 0,4 % — корінних американців - 0,4 % — чорних або афроамериканців |

До двох чи більше рас належало 0,9 %. Частка іспаномовних становила 1,4 % від усіх жителів.
За віковим діапазоном населення розподілялося таким чином: 23,8 % — особи молодші 18 років, 60,8 % — особи у віці 18—64 років, 15,4 % — особи у віці 65 років та старші. Медіана віку мешканця становила 44,3 року. На 100 осіб жіночої статі у місті припадало 105,0 чоловіків;  на 100 жінок у віці від 18 років та старших — 102,8 чоловіків також старших 18 років.
Середній дохід на одне домашнє господарство  становив 84 216 доларів США (медіана — 76 806), а середній дохід на одну сім'ю — 91 635 доларів (медіана — 87 337). Медіана доходів становила 53 289 доларів для чоловіків та 38 150 доларів для жінок. За межею бідності перебувало 9,4 % осіб, у тому числі 14,3 % дітей у віці до 18 років та 6,0 % осіб у віці 65 років та старших.
Цивільне працевлаштоване населення становило 1634 особи. Основні галузі зайнятості: освіта, охорона здоров'я та соціальна допомога — 20,7 %, виробництво — 14,7 %, публічна адміністрація — 11,6 %, роздрібна торгівля — 11,2 %.